# 岡上鈴江
岡上 鈴江（おかのうえ すずえ、1913年5月3日 - 2011年1月27日）は、日本の児童文学者・翻訳家。

## 略歴
小川未明の次女として東京に生まれる。日本女子大学英文学科卒。外務省勤務ののち、児童文学の再話・翻訳などの著述生活に入る。日本児童文芸家協会顧問。
「日本近代童話の父」と讃えられた未明の没後30周年を記念し、1991年に小川未明文学賞が創設された際には小川未明文学賞委員会会長に就任。以来、理想と現実の問題に真摯に取り組む児童文学作家を世に送り出してきた。未明の精神である「誠実な人間愛と強靭な正義感」を育むよう、その生涯を通して子供たちにエールを送り続けた。
2011年1月27日、心筋梗塞のため東京都杉並区の自宅で死去。97歳没。墓所は小平霊園。

## 著書
- 『シューベルト』（ポプラ社） 1960年
- 『父小川未明』（新評論） 1970年
- 『社会の進歩につくす 佐野常民・前島密・本木昌造』（家の光協会、光をともした人々6 ） 1975年
- 『スウおばさん大好き』（柏樹社） 1977年
- 『二宮尊徳』（ぎょうせい、世界の伝記32） 1980年
- 『父未明とわたし』（樹心社） 1982年
- 『古代都市の発掘』（ぎょうせい、世界ノンフィクション全集3） 1985年
- 『陽だまりの家 - 父 小川未明とわたし -』（金の星社） 1986年

## 翻訳の主なもの
- 『黒馬物語 : 英国名作童話』（アンナ・シュウエル、愛育社、愛育文庫） 1949年
- 『秘密の花園』（バーネット、講談社、世界名作童話全集57） 1952年
- 『妹マギー : フロス河畔の水車場』（ジョージ・エリオット、講談社、世界名作童話全集128） 1956年
- 『ポリーのねがい』（マーガレット・シドニー（英語版）、講談社、世界少女小説全集9） 1957年
『ポリーのねがい』（マーガレット・シドニー、集英社、マーガレット文庫世界の名作22） 1976年
『ポリーのねがい』（マーガレット・シドニー、小学館、フラワーブックス） 1983年
- 『孤児マリー』（オードー、偕成社、世界少女名作全集18） 1959年
『孤児マリー』（マルグリット・オードー、偕成社、少年少女名作シリーズ20）
- 『エピーのねがい』（G.エリオット、偕成社、世界少女名作全集31） 1960年
- 『ライラックの木かげ』（オルコット、岩崎書店、オルコット少女名作全集10） 1961年
- 『夢みる天使』（オード、偕成社、世界少女名作全集40） 1962年
- 『夢みる天使』（マルグリット・オードー、偕成社、少年少女名作シリーズ21）
- 『秘密の地図』（クレア・ブランク、金の星社、少女世界推理名作選集2） 1962年
- 『少女探偵ナンシーの活躍』（キャロリン・キーン（英語版）、金の星社、少女・世界推理名作選集9） 1962年
のちフォア文庫
- 『みなし子ジェーン』（シャーロット・ブロンテ、岩崎書店、世界少女名作全集12） 1963年
- 『嵐が丘』（エミリ・ブロンテ、岩崎書店、世界少女名作全集15） 1963年
- 『若草ものがたり』（オルコット、小学館、世界名作童話全集28） 1964年
『若草物語』（オルコット、小学館、フラワーブックス1） 1982年
- 『ふしぎな山びこ』（フランシス・ジャット（英語版）、金の星社、少女世界推理名作選集18） 1964年
- 『子鹿物語』（ローリングス、岩崎書店、世界少女名作全集30） 1964年
- 『トム・ソーヤの冒険』（マーク・トウェイン、集英社、母と子の名作文学10） 1967年
- 『トム・ソーヤの冒険』（マーク・トウェイン、集英社、少年少女世界の名作16） 1973年
- 『即興詩人』（アンデルセン、岩崎書店、ジュニア版世界の文学14） 1967年
- 『即興詩人』（アンデルセン、岩崎書店、世界の名作文学14） 1985年
- 『空駆ける少女探偵』（ヘレン・ウェルズ（英語版）、ポプラ社、ジュニア世界ミステリー9） 1968年
- 『フランダースの犬』（ウイーダ、文研出版、文研児童読書館 外国名作14） 1970年
- 『世界のふしぎ話』（偕成社、民話と伝説12） 1971年
- 『三びきのくま』（ジャコブス、旺文社、旺文社ジュニア図書館） 1971年
- 『日向が丘の少女』（ビョルンソン、集英社、母と子の名作文学37） 1973年
- 『ジュディの推理』（マーガレット・サットン、金の星社、少女・世界推理名作選集25） 1974年
- 『美しいポリー』（オルコット、集英社、マーガレット文庫 世界の名作） 1975年
- 『ギリシャ神話』（偕成社、カラー版幼年文学27） 1975年
- 『小公子』（バーネット、集英社、母と子の名作童話） 1976年
『小公子』（バーネット、旺文社、旺文社文庫） 1978年
- 『さんしん王ものがたり』（レオナード・ケスラー、旺文社、旺文社こどもの本） 1977年
- 『あしながおじさん』（ジーン・ウェブスター、春陽堂書店、春陽堂くれよん文庫） 1977年
- 『ぼく25Mおよげたよ』（レオナード・ケスラー、旺文社、旺文社こどもの本） 1978年
- 『北風がくれたテーブルかけ』（朝日ソノラマ、世界のむかし話） 1978年
- 『トムじいの小屋』（ストー、ポプラ社、ポプラ社文庫） 1978年
- 『ハイジ』（スピリ、ぎょうせい、こども世界の名作1） 1978年
『アルプスのハイジ』（スピリ、金の星社） 1989年
- 『シェークスピア物語』（チャールズ・ラム / メアリー・ラム、春陽堂書店、春陽堂少年少女文庫） 1979年
- 『すてきなまま母』（ダリンジャー、偕成社） 1980年
- 『アポローンの竪琴 : ギリシア神話』（メネラオス・ステファニデス再話、ぎょうせい） 1982年
- 『プロメーテウス : ギリシア神話』（メネラオス・ステファニデス再話、ぎょうせい） 1983年